# هضيبة

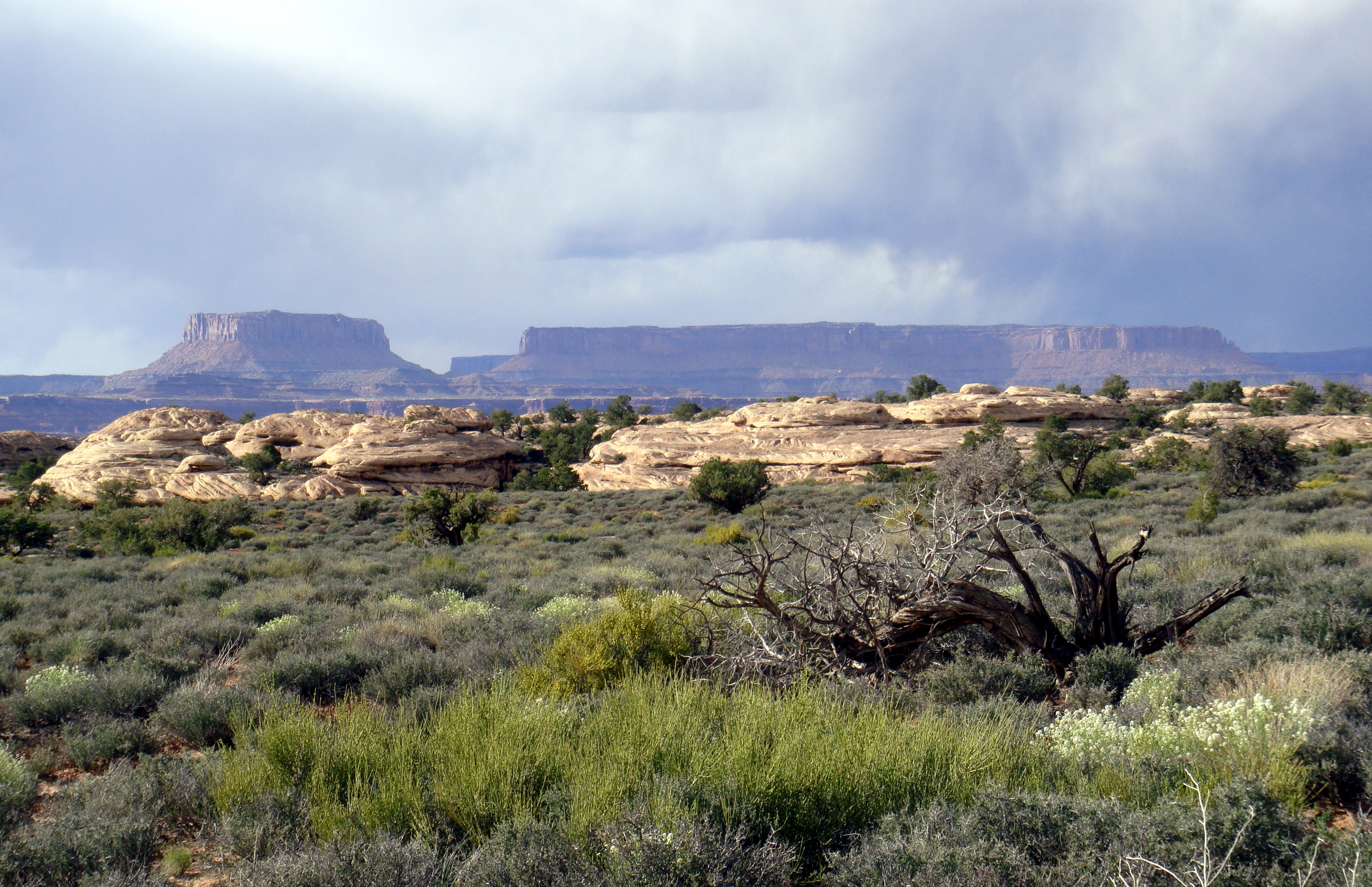
هُضيبة في ولاية يوتا في الولايات المتحدة

الهُضَيبة أو الخَشْعَة أو الجُول أو المعزاء أو الهضبة المستوية أو المائدية أو المائدة الصحراوية أو الصخرية أو المَيْسَة أو المِيْسَة (بالإنجليزية: Mesa)، (ومعناها في الإسبانية والبرتغالية: الطاولة)، هو مصطلح علم تشكل الأرض، يُطلق على الهضاب الصغيرة في المساحة نسبياً التي تتسم باستواء أسطحها وشدة انحدار جوانبها كما لو كانت شببيهة بالطاولة أو المنضدة. وقد تغطيها قشرة جيرية متصلبة تحميها من عوامل التعرية.
تُغطى بطبقة مقاومة من صخور صلبة، مثل الحجر الرملي أو الحجر الجيري، تُشكل غطاءً صخريًا يحمي القمة المسطحة. قد يحتوي الغطاء الصخري أيضًا على تدفقات حمم بركانية مُتقطعة أو قشرة دوريكرست متآكلة. وهي أراضٍ تتميز بالبيئات القاحلة عادةً وتوجد في غرب الولايات المتحدة الأمريكية كثيرًا. وتتميز هذه الهُضيبات بالتباين الصخري؛ إذ تتألف من طبقات صخرية هشّة، يتلوها طبقات صخرية أخرى صلبة، ومن ثم تنشط عوامل التعرية في نحت الطبقات الهشّة عن طريق التقويض السفلي فتتداعى الطبقات الصخرية التي تعلوها. ويترتب عليه حدوث ظاهرة تراجع الحافات، ويؤدي هذا في النهاية إلى ظاهرة السهول التحاتية.

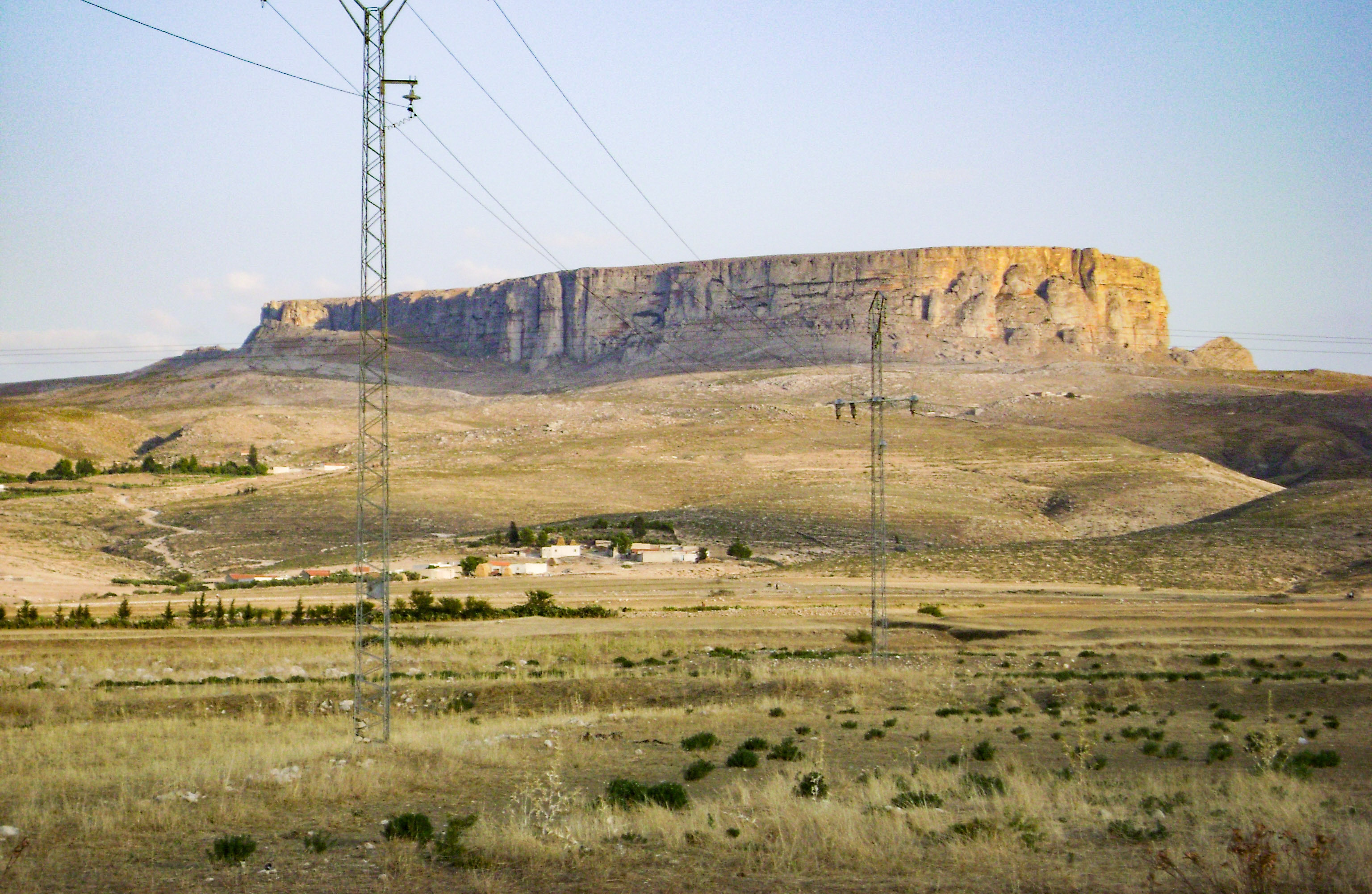
مائدة يوغرطة, تونس

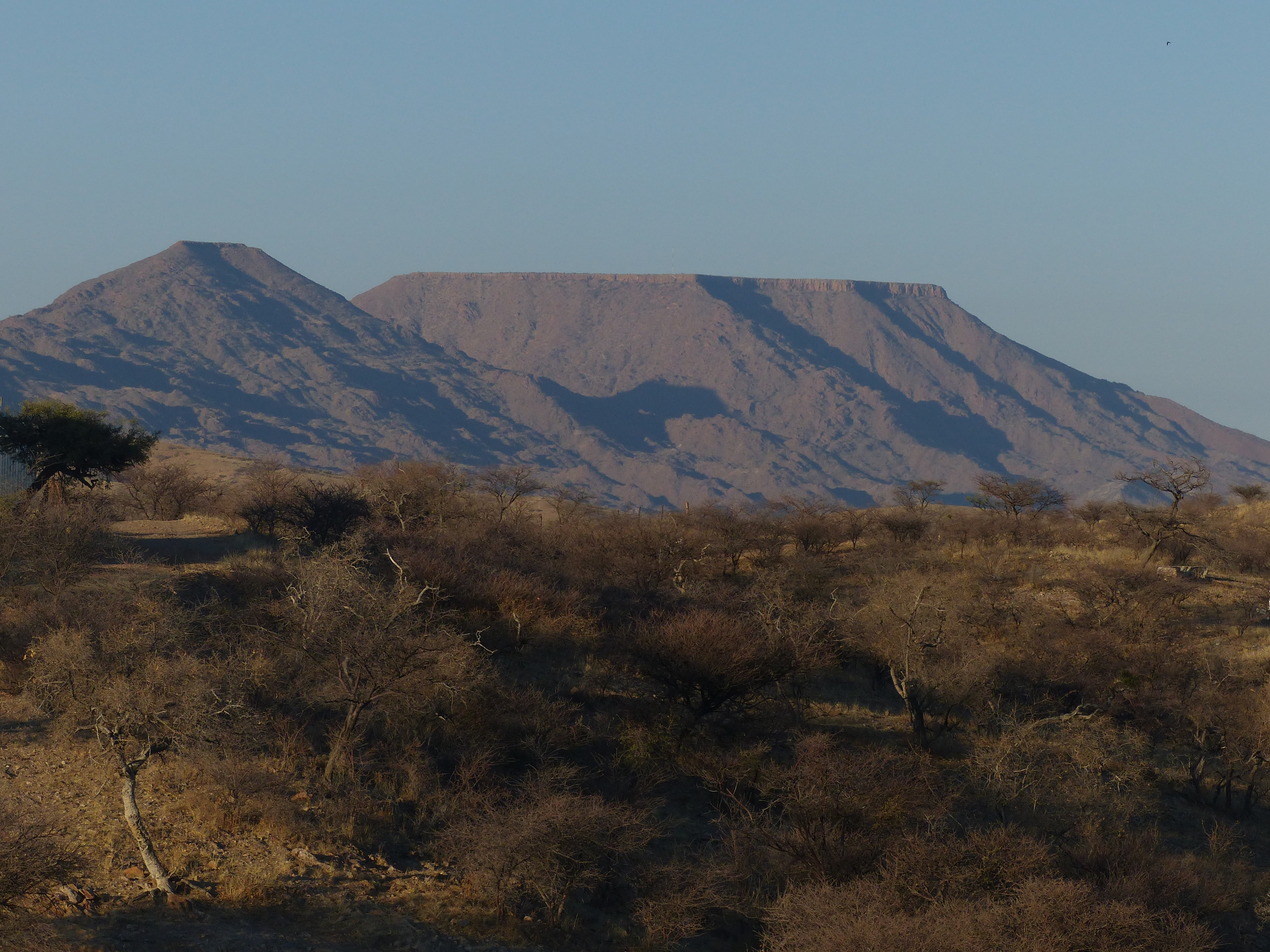
جبل غامزبرغ في ناميبيا يقارب شكله شكل الطاولة.

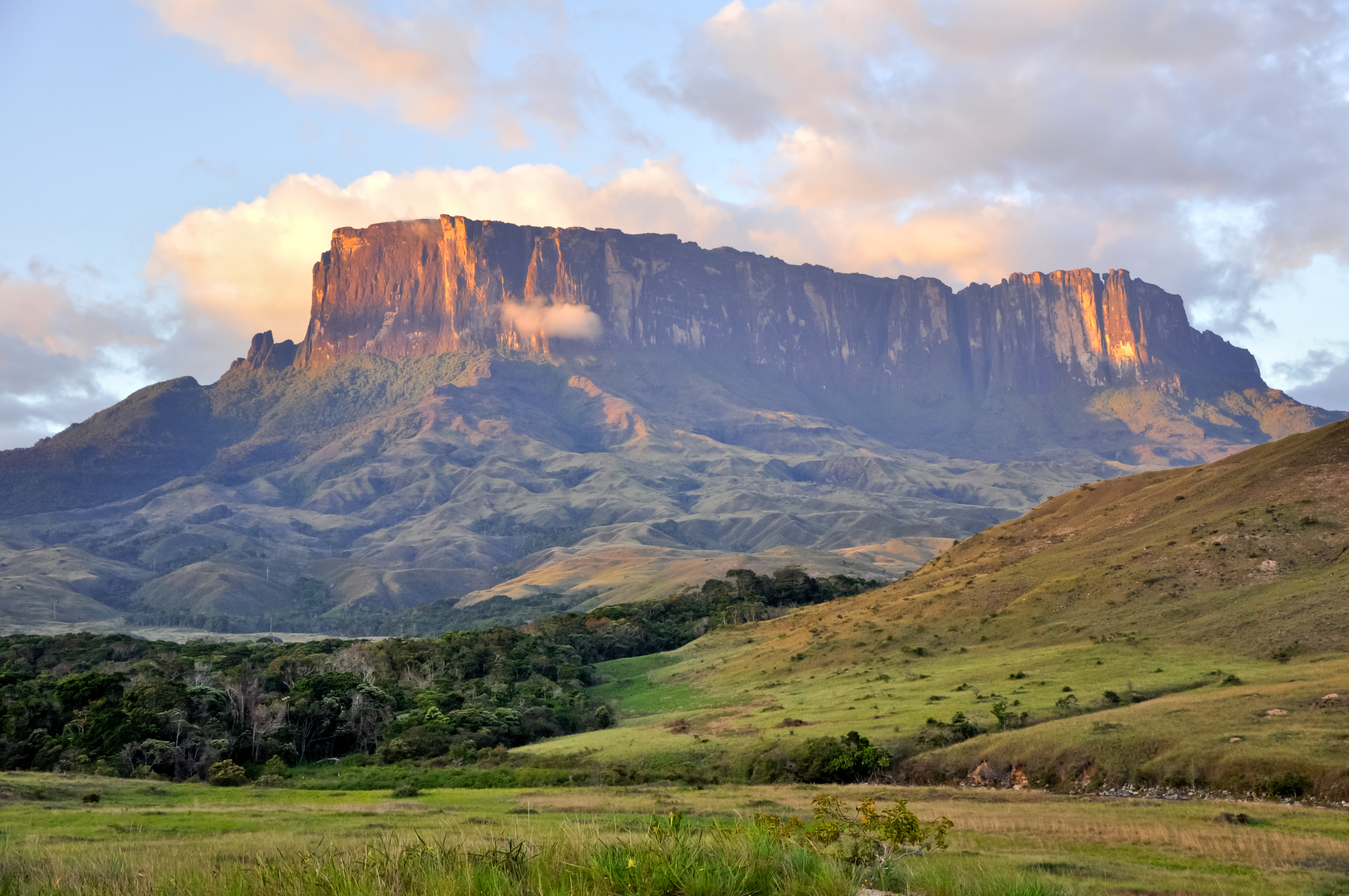
هضبة كوكينام-تيبوي Kukenam-Tepui, فنزويلا.